# Елисеев, Павел Петрович
Па́вел Петро́вич Елисе́ев (1798, Калуга — 22 марта [3 апреля] 1875, Киев) — купец 1-й гильдии, гласный Киевской городской думы, и. д. городского головы в 1837—1838 годах.

## Биография
Потомственный почетный гражданин, калужский купец 1-й гильдии.
В 1820-х годах переселился в Киев, где совместно с братьями основал торговлю сибирским железом, годовой оборот которой достигал более полумиллиона ассигнационных рублей.
В 1835 году был избран гласным вновь учрежденной Киевской городской думы. На выборах городского головы занял второе место, уступив П. М. Дехтерёву, и получил должность старшего гласного. После смерти Дехтерёва в 1837 году исправлял должность городского головы. Во время отъездов Елисеева его замещали гласные Н. С. Балабуха и С. Н. Лычков.
В 1838 году новым городским головой был избран И. И. Ходунов, а Елисеев вернулся к коммерческой деятельности. Впоследствии дело Елисеева пришло в упадок, и сам он служил нотариусом по выборам. Умер в марте 1875 года в бедности.